# علاقات ليختنشتاين الخارجية

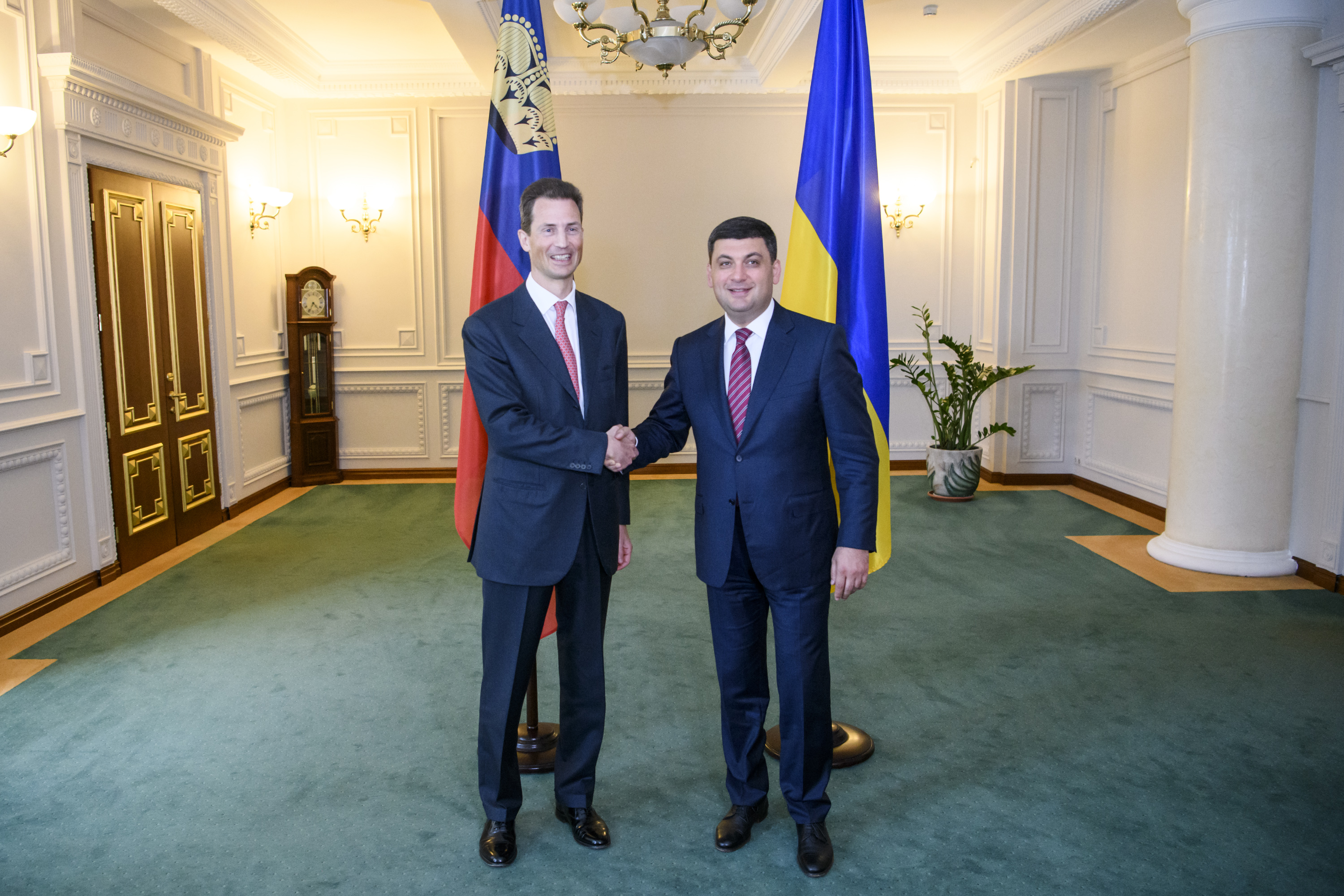

علاقات ليختنشتاين الخارجية سيطرت سياسة الجمارك الخارجية لليختنشتاين على اتحادها الجمركي مع سويسرا (ومع النمسا والمجر حتى الحرب العالمية الأولى). أدى هذا الاتحاد أيضًا إلى عضويته المستقلة في جمعية التجارة الحرة الأوروبية (EFTA) في عام 1991. على عكس سويسرا (على الرغم من رفض المواطنين للعضوية في الاستفتاء) ، فإن ليختنشتاين جزء من المنطقة الاقتصادية الأوروبية.
قُبلت ليختنشتاين في الأمم المتحدة في عام 1990. وهي أيضًا عضو في معظم المنظمات المتخصصة في منظومة الأمم المتحدة ، باستثناء اليونسكو.
لجأت ليختنشتاين مرتين إلى تسوية المنازعات الدولية من قبل محكمة العدل الدولية ، في قضية نوتيبوم (ليختنشتاين ضد غواتيمالا) ضد غواتيمالا في الخمسينات وفي قضية تتعلق بالملكية الفنية لعائلة ليختنشتاين ضد ألمانيا في عام 2005. وخسرت في في القضيتين.
تحتفظ ليختنشتاين بسفارات مقيمة في النمسا وبلجيكا وألمانيا والكرسي الرسولي وسويسرا والولايات المتحدة ، إلى جانب عدد من البعثات إلى المنظمات الدولية. بموجب اتفاقية 1919 بين ليختنشتاين وسويسرا ، فإن سفراء سويسرا مفوضين لتمثيل ليختنشتاين في البلدان وفي المواقف الدبلوماسية ما لم تختار ليختنشتاين إرسال سفيرها الخاص.
وبصرف النظر عن مدينة الفاتيكان ، فإن ليختنشتاين هي الدولة الوحيدة في العالم التي لا تستضيف أي سفارة. ومع ذلك ، هناك عدد من القنصليات الفخرية في الإمارة. يقع معظمها في العاصمة فادوز ، ومع ذلك ، تم العثور على بعضها في شان وشيلينبرغ وتريسين.

## العلاقات مع الدول الفردية

### النزاع الدولي مع التشيك وسلوفاكيا
يوجد في البلاد نزاع دولي مع التشيك وسلوفاكيا فيما يتعلق بممتلكات عائلتها الأميرية في تلك البلدان. بعد الحرب العالمية الثانية ، قامت تشيكوسلوفاكيا ، سلف تشيكيا وسلوفاكيا ، بالاستيلاء على ما اعتبرته ممتلكات ألمانية ، وصادرت كامل أراضي وممتلكات سلالة ليختنشتاين الوراثية في بوهيميا ومورافيا وسيليزيا التي تشكل التشيك. شملت عمليات نزع الملكية (التي كانت موضوعًا في قضية محكمة فاشلة رفعتها ليختنشتاين في المحاكم الألمانية ومحكمة العدل الدولية) أكثر من 1600 كيلومتر مربع [بحاجة لمصدر] (وهو ما يعادل عشرة أضعاف حجم ليختنشتاين) من الأراضي الزراعية والغابات في الغالب في مورافيا ، بما في ذلك العديد من القلاع والقصور العائلية. رفضت ليختنشتاين عرضًا قدمته جمهورية التشيك لإعادة القصور والقلاع (بدون الأرض المحيطة).
اعترفت ليختنشتاين وأقامت علاقات دبلوماسية مع جمهورية التشيك في 13 يوليو 2009 ومع سلوفاكيا في 9 ديسمبر 2009. أعلن أمير ليختنشتاين الحاكم ، هانز آدم الثاني ، أن الإمارة لن تتخذ أي إجراء قانوني آخر لاسترداد الأصول المخصصة.

## العضوية في المنظمات الدولية
الأمم المتحدة، مجلس أوروبا، البنك الأوروبي للإنشاء والتعمير، اللجنة الاقتصادية لأوروبا، المنطقة الاقتصادية الأوروبية، الرابطة الأوروبية للتجارة الحرة، الوكالة الدولية للطاقة الذرية، المحكمة الجنائية الدولية، الحركة الدولية للصليب الأحمر والهلال الأحمر، الاتحاد الدولي لجمعيات الصليب الأحمر والهلال الأحمر، الإنتربول، اللجنة الأولمبية الدولية، الاتحاد الدولي للاتصالات، منظمة حظر الأسلحة الكيميائية، منظمة الأمن والتعاون في أوروبا، محكمة التحكيم الدائمة، الأونكتاد، الاتحاد البريدي العالمي، الاتحاد العالمي للعمل، الويبو، منظمة التجارة العالمية
لم تكن ليختنشتاين عضوًا في عصبة الأمم. تم رفض طلب الانضمام إلى تلك المنظمة الدولية في عام 1920 بسبب صغر حجمها.